# فریده لاشایی
فریده لاشایی (۱۳۲۳ - ۶ اسفند ۱۳۹۱) نقاش نوگرا، نویسنده، و مترجم ایرانی بود. شهرت او به نقاشی‌های انتزاعی معاصرش بر می‌گردد. مهمترین کتاب او رمان شال بامو است. از دیگر آثار او می‌توان به ترجمه نجواهای شبانه ناتالیا گینزبورگ و گل‌های هیروشیما از ادیتا موریس اشاره کرد. ناصر تقوایی قصد داشت فیلمی دربارهٔ زندگی و آثار او بسازد که با درگذشت فریده لاشایی این پروژه متوقف شد.

## زندگی‌نامه
لاشایی در سال ۱۳۲۳ در شهر رشت زاده شد. او کار هنری را در کودکی آغاز کرد به گونه‌ای که در ده سالگی نزد جعفر پتگر کپی‌سازی می‌کرد. پس از چند ماه نزد وارطان که در خیابان منوچهری تهران تابلو فروشی داشت مشغول به کار شد. پس از تحصیلات دبیرستانی به آلمان سفر کرد و پس از فارغ‌التحصیلی از مدرسه مترجمی در مونیخ، به فراگیری هنرهای تزئینی در وین پرداخت. پس از پایان این دوره برای دو سال در کارخانه Reidel در تیرول، اتریش به طراحی کریستال پرداخت. برخی از طرح‌های او در استودیو روزنتال بر روی گلدان‌های چینی پیاده شده‌اند.
ورود به تحصیلات هنر، و حشر و نشر پیدا کردن او با نقاشان و مجسمه‌سازان و صحنه آرایان، همزمان با انقلاب فرهنگی چین و بازتاب‌های گسترده آن در جهان و از جمله در مونیخ بود. در نتیجه سبک کاری وی هم از این انقلاب تأثیر پذیرفت.
در اسفند ۱۳۶۶ نمایشگاهی از کارهای لاشایی در گالری کلاسیک برگزار شد. در آثار او در این نمایشگاه رنگ‌ها شفافیت و تنوع بیشتری یافته بودند و در کنار سبز-آبی‌های او، که آسمان و دریا و سبزینگی جنگل را بازتاب می‌داد، رنگ خاکی سفالینه‌ها نمادی از زمین و خاک و مادر آفریننده بر فضای تابلوها بر بدنه سفال‌ها وگلدان‌ها دیده می‌شد.
وی در پی یک دوره طولانی بیماری و ابتلا به سرطان سرانجام در ۶ اسفند ۱۳۹۱ در بیمارستان جم تهران درگذشت و در دربندسر تهران به خاک سپرده شد.

## سبک و نگرش هنری
منتقدان معتقدند نقاشی‌های فریده لاشایی را می‌توان نمونه‌ای از حضور هنر گذشته در هنر معاصر به‌شمار آورد. حضور همان سفسطه‌های اندوهناک طبیعت که از اواخر سدهٔ هفدهم در آثار نقاشان شمال اروپا چهره نمایاند.
حضور سنت کارکرد رسانهٔ نقاشی که از روزگار سزان به این سو بر جسمانیت رنگ تأکید ورزیده‌ است. حضور همان سنتی که بر خط و رنگ‌های به هم آمیخته و فرم‌های نامنتظر تأکید دارد و سرانجام، حضور سنت نقاشی خاور دور همه و همه در آثار لاشایی حس شدنی است و با این همه نگاه او به طبیعت نگاهی نو و امروزی است.  به جز در معدودی از آثار (همچون مجموعه مصدق)، لاشایی تقریباً هیچگاه به فیگور انسانی نپرداخته است. در مقابل، طبیعت و عناصر آن چون درخت، زمین، گیاهان و گل‌ها شاکله اصلی کارهای لاشایی را تشکیل می‌دهند.
سازهٔ نقاشی‌های لاشایی زمین و درخت و گل و گیاه و در یک‌کلام عناصر طبیعت است. زبانش نیز کم و بیش سنتی است اما او این توان را دارد که به این زبان لهجه‌ای نو و روزآمد بدهد. نمی‌خواهد با این زبان گزارش و روایتی از جهان و طبیعت به دست دهد. نقاشی‌هایش نه تصویر ظاهری جهانی است که به چشم دیده می‌شود. نه ایماژ جهانی رؤیایی است. آنچه لاشایی به نمایش می‌گذارد یادگارهای نگاهی گذرا به چشم‌اندازهایی است که تنها با نیروی تصور می‌توان به آن‌ها دست یافته نا با خیال پردازی.
هدف لاشایی بر پرده آوردن ظاهر طبیعت به شیوه و روشی خاص نیستَ به نمایش بخش و برشی از طبیعت نیز نمی‌پردازد. با این همه اثرش نوعی ترجمان احساس طبیعت است. احساسی که سخت واقعی و بی‌خدشه جلوه می‌کند و شکل حضور نقاش در برابر طبیعت را به خود می‌گیرد. طبیعتی که لاشایی تصویر می‌کند اهمیتی متافیزیکی دارد و بازتاب نوعی آگاهی درونی است. گوشه‌ای از یک چشم‌انداز کلی است که گویی در بی‌زمانی مطلق نقاشی شده‌است. طبیعتی که در پیوند با کشمکش‌های درونی انسان مطرح می‌شود و دست کار نقاشی است که حیرت‌زده در برابر بی‌کرانگی و غنای طبیعت، تمام تجربه‌های هنری خود را بر پرده می‌آورد تا مکر تصویرگر لحظات پادرگریز آن باشد.
منظره پردازی همیشه ادبی و روایی بوده‌است اما چشم‌اندازی که لاشایی به نیروی تصور خود به تصویر درمی‌آورد بی‌زمان و بی‌روایت است و جزئیات آن، همان گونه که خاطرهٔ چشم‌انداز محو می‌شود، در فضای پرده مستحیل می‌شود و مرزهای مشخص اشیاء و عناصر طبیعت از میان می‌رود. حتی هنگامی که به رشد علف و گیاه و شوق رفتن و رهیدن می‌پردازد نیز سکوتی وهمناک بر کارش سایه می‌افکند و انگار همه چیز خود را تسلیم ضرباهنگ مرگ‌آور زمان کرده‌است. از همین رهگذر هم هست که گیاه زنده را در هیئت عنصری بی‌جان در یک اثر تجسمی نقاشی می‌کند.
لاشایی هرگز سر آن ندارد که نگاه خود را بر جزئیات و عناصر طبیعت متمرکز کند، نمی‌خواهد بیازماید و محک بزند. می‌خواهد طبیعت را به صورتی مبهم و نمادین و به شکلی شاعرانه و حسی تصویر کند. می‌خواهد به سنت نقاشان چینی و خاور دور به گونه‌ای نقاشی کند که فضای چشم‌اندازهایش احساس شود. با درهم آمیختن و درهم دواندن رنگ. تصویری سیال از طبیعت به دست می‌دهد و چشم‌اندازی نقاشی می‌کند که در آن ردپای چندانی از نشانه‌های آشنا و تعارف طبیعت دیده نمی‌شود اما احساس طبیعت و نشانه‌های ساختن و انهدام مداوم و نیروی درونی آن حس شدنی است.
در نقاشی‌های لاشایی احساس کولی‌وار بی‌انکه به پذیرش فرمی خاص تن دهد در فضای پرده سرگردان است و گه گاه به گونه‌ای گذرا و پادرگریز در فرم‌های گوناگون جلوه می‌کند تا حضور آن‌ها را توجیه کرده باشد. از همین رو در آثارش جاذبه‌ای وجود دارد که گاه به سبب هنر است و گاه به علت احساس یا آنچه امانوئل کانت آن را معادل زیبایی می‌نامید.

## رمان شال بامو
شال بامو نوعی زندگینامه در قالب رمان و در خلال روایت زندگی است و گوشه‌ای از تاریخ سیاسی اجتماعی ایران نیز در آن به چشم می‌خورد. شال بامو مروری بر تاریخ اجتماعی سیاسی ایران از زمان جنگ ایران و عراق است که با لالایی که راوی برای دخترش می‌خواند آغاز می‌شود. در این کتاب روایت لاشایی درست مانند نقاشی‌های او است که منتقدی دربارهٔ آن گفته بود: آنچه فریده لاشایی به نمایش می‌گذارد یادگارهایی گذرا به چشم‌اندازهایی است که تنها با نیروی تصور می‌توان به آنها دست یافته باشد نه با خیال پردازی.
در بخشی از این کتاب می‌خوانیم: «در دسته‌بندی‌هایی شرکت می‌کردیم که نهایتاً به قصد رسیدن به قدرت صورت گرفته بود و آگاه یا ناآگاه، دوستی‌ها و دشمنی‌ها هم برحسب این دسته‌بندی‌ها شکل می‌گرفت… به ذهن کسی در آن زمان خطور نمی‌کرد که در مرکز همه این غوغاها، روحیه ای خشن، متجاوز و مردسالارانه حکم فرماست و این همه سرپوشی است برهزاران عقده ناگشوده. مثل همیشه، و در کجای تاریخ سرکوب گر سیاسی و اجتماعی ما جرات داشت به این چیزها بیندیشد؟»

## نمایشگاه‌های انفرادی
- ۱۳۴۶، میلان، ایتالیا، نگارخانه Duomo میلان
- ۱۳۴۷، سلب، آلمان، استودیوی روزنتال
- ۱۳۵۲، تهران، ایران، نگارخانه سیحون
- ۱۳۵۲، تهران، ایران، نگارخانه تهران
- ۱۳۵۵، تهران، ایران، نگارخانه تهران
- ۱۳۵۶، خوزستان، ایران، مرکز فرهنگی شرکت ملی نفت ایران
- ۱۳۶۲، بیکرز فیلد، آمریکا، نگارخانه کلارک
- ۱۳۶۶، بازل، سوئیس، نگارخانه Demenga
- ۱۳۶۶، لاوالتا، مالتا، موزه ملی هنرهای زیبا
- ۱۳۶۶، تهران، ایران، نگارخانه کلاسیک
- ۱۳۶۶، تهران، ایران، نگارخانه گلستان
- ۱۳۶۷، دوسلدرف، آلمان، نگارخانه Libertas
- ۱۳۶۷، بازل، سوئیس، نگارخانه Demenga
- ۱۳۶۷، ماموت لیک، آمریکا، نگارخانه هنر
- ۱۳۶۹، برکلی، آمریکا، دانشگاه برکلی
- ۱۳۶۹، لندن، انگلستان، نگارخانه هیل
- ۱۳۷۱، تهران، ایران، نگارخانه گلستان
- ۱۳۷۲، دوسلدرف، آلمان، نگارخانه Am Hufeisen
- ۱۳۷۴، تهران، ایران، نگارخانه گلستان
- ۱۳۷۴، فرانسه، نگارخانه Noutse Henric
- ۱۳۷۵، تهران، ایران، نگارخانه گلستان
- ۱۳۷۶، فرانسه، نگارخانه Chateau de Lascours
- ۱۳۷۷، تهران، ایران، نگارخانه گلستان
- ۱۳۸۴، تهران، ایران، نگارخانه ماه
- ۱۳۹۴، تهران، ایران، موزه هنرهای معاصر[۵]

## نمایشگاه‌های گروهی
- ۱۳۴۷، بلژیک، نمایشگاه بین‌المللی هنرمندان جوان
- ۱۳۵۰، تهران، ایران، نمایشگاه بین‌المللی تهران
- ۱۳۵۲، تهران، ایران، نمایشگاه بین‌المللی تهران
- ۱۳۵۴، تهران، ایران، انجمن ایران - آمریکا، چهار نقاش زن
- ۱۳۵۷، بازل، سوئیس، نمایشگاه بین‌الملل
- ۱۳۹۰، تهران، نمایشگاه گروهی «شش الهام از طبیعت» در گالری هور